# Vladimir Roussanov
Pour les articles homonymes, voir Roussanov.
Vladimir Alexandrovitch Roussanov (en russe : Владимир Александрович Русанов), né le 3 (15) novembre 1875 à Orel et disparu, présumé mort en 1913, est un géologue russe, spécialiste de l'Arctique.

## Biographie
De 1909 à 1911, Vladimir Roussanov conduisit des explorations en Nouvelle-Zemble. Il était aidé par Tyko Vylka, son guide, qui devint par la suite président de la Nouvelle-Zemble soviétique.
En 1912, Roussanov fut chargé par le gouvernement russe de conduire une expédition organisée au Spitzberg pour en étudier les ressources charbonnières. Il partit d'Alexandrovsk-na-Mourman — aujourd’hui Poliarny, près de Mourmansk —, le 26 juin, sur le navire Guerkoules (Hercule), dont le capitaine, Alexandre Koutchine, avait été le navigateur de l'expédition de Roald Amundsen au pôle Sud. Le personnel était composé de treize hommes et d'une femme, la fiancée française de Roussanov, Juliette Jean-Saussine, géologue et médecin, et comptait un second géologue ainsi qu'un zoologiste.
À l'issue d'un fructueux été de travail de terrain, trois membres de l'expédition — le géologue, le zoologiste et le maître d'équipage du navire — retournèrent en Russie via Grønfjorden, en Norvège. Les dix autres, toutefois, sans avoir consulté les autorités de Saint-Pétersbourg, accompagnèrent Roussanov dans une incroyable tentative de gagner l'océan Pacifique par la route maritime du Nord. Mais leur navire, le Guerkoules, était trop petit pour ce type d'expédition.
La dernière nouvelle de l'expédition de Roussanov fut un télégramme envoyé de Matotchkine Char, en Nouvelle-Zemble. Dans ce document, qui atteignit Saint-Pétersbourg le 27 septembre 1912. Roussanov indiquait qu'il avait l'intention de contourner l'extrémité nord de la Nouvelle-Zemble, et de se diriger vers l'est à travers la mer de Kara. Roussanov et les onze hommes de son expédition, y compris Alexandre Koutchine, disparurent sans laisser de traces probablement un an plus tard dans la mer de Kara, au large de la côte nord de la Sibérie.
En 1914-1915, la tâche quasiment impossible de retrouver Roussanov — ainsi que Gueorgui Broussilov, capitaine d'une autre expédition également portée disparue — fut confiée à Otto Sverdrup, sur le navire Eklips. Mais ses efforts ne donnèrent aucun résultat.
En 1937, l'Institut arctique de l'URSS organisa une expédition dans l'archipel Nordenskiöld, sur le navire Toros. Des traces de la malheureuse expédition de Vladimir Roussanov sur la Guerkoules furent retrouvées sur l’île Popova-Tchouktchina (74° 56' N et 86° 18' E) appartenant aux îles Kolossovykh.
Vladimir Roussanov était l'oncle de la femme de lettres Valeria Guerassimova (1903-1970).

## Hommages
Un glacier de l'île de la Révolution-d'Octobre, en Nouvelle-Zemble, a été nommé Roussanov.
La mémoire de Roussanov est honorée dans sa ville natale, Orel, par la rue Roussanova, où un musée a été aménagé dans la maison où il passa son enfance, au no 43 de cette rue.
L'exploitation des mines de charbon du Spitzberg par l’Union des républiques socialistes soviétiques commença en 1932.